# 有條件投降
有條件投降是指在作戰結束時戰敗的一方要求戰勝方允許其提出的某些條件，戰敗方才肯投降。一般來說，提出有條件投降會縮短戰爭的時間，因為這樣能不致於戰敗方失去全部主權及承受太大損失。而歷史上的戰爭也多屬於此。

## 典型例子

### 德意志帝國
在德意志帝國於一戰中戰敗後，德國簽訂了「凡爾賽條約」，雖然凡爾賽條約致使德國蒙受巨大經濟損失，且軍事亦受限制，但大致上魏瑪共和國仍然保持自主獨立，而非如二戰中德國戰敗後，遭受盟軍各國瓜分，主權盡失。